# 淡薄圓盾介殼蟲
淡薄圓盾介殼蟲（学名：Aspidiotus destructor）为盾介殼蟲科薄圓盾介殼蟲屬下的一个种。